# Polytrichastrum appalachianum
Polytrichastrum appalachianum là một loài Rêu trong họ Polytrichaceae. Loài này được (L.E. Anderson) G.L. Merr. miêu tả khoa học đầu tiên năm 1992.